# Have a Nice Day
A Have a Nice Day (magyarul: "Legyen jó napod!") a Bon Jovi kilencedik stúdióalbuma. Az albumból több mint 5 millió példány kelt el szerte a világon, és platina minősítést ért el az USA-ban, és sok már országban. Három kislemez jelent meg róla, a Have a Nice day, a Who Says You Can't Go Home és a Welcome to Wherever You Are. Az album sikeresebb volt, mint a Bounce, és a Crush óta ez a legsikeresebb albumuk.
Az album pozitív kritikát kapott a kritikusoktól, és a  rajongóktól egyaránt, sokak szerint az album "visszatérés a rockhoz". A lemezt megdicsérték azért, mert dalszövegileg és zeneileg is agresszívabb. A kritika szerint az 1995-ös These Days óta ezen az albumon voltak a legjobb dalszövegek.
A lemez 15 országban is #1 lett, és az egész világon egy hétig.
- No. 1 a United World Chart-on, Európában, Németországban, Japán-ban, Kanadában, Ausztráliában, Mexikóban, Hollandiában, Svájcban, Ausztriában, Peruban, Cipruson és Koreában
- No. 2 az USA-ban, Nagy-Britanniában, Spanyolországban Törökországban, Hong Kong-ban és Görögországban
- No. 3 Svédországban, Argentínában, Oroszországban és Brazíliában
- No. 4 Olaszországban és Finnországban
- No. 5 Belgiumban, Csehországban, Ukrajnában és Indiában
- No. 6 Magyarországon
- No. 7 Portugáliában
- No. 8 Szlovákiában
- No. 9 Írországban és Lengyelországban
- No. 11 Norvégiában
- No. 14 Franciaországban
- No. 19 Dániában és Ekvádorban
- No. 26 Új-Zélandon

Az album kiadása után az együttes világkörüli turnéra indult. A turné 2005 novemberétől 2006 júliusáig tartott, és 89 koncertből állt Észak-Amerikában, Japánban és Európában.

## Az album számai
1. "Have A Nice Day" (Jon Bon Jovi, Richie Sambora, John Shanks) – 3:49
2. "I Want to Be Loved" (Bon Jovi, Sambora, Shanks) – 3:49
3. "Welcome to Wherever You Are" (Bon Jovi, Sambora, Shanks) – 3:47
4. "Who Says You Can't Go Home" (Bon Jovi, Sambora) – 4:40
5. "Last Man Standing" (Bon Jovi, Billy Falcon) – 4:37
6. "Bells of Freedom" (Bon Jovi, Sambora, Desmond Child) – 4:55
7. "Wildflower" (Bon Jovi) – 4:13
8. "Last Cigarette" (Bon Jovi, David Bryan) – 3:38
9. "I Am" (Bon Jovi, Sambora, Shanks) – 3:53
10. "Complicated" (Bon Jovi, Falcon, Max Martin) – 3:37
11. "Novocaine" (Bon Jovi) – 4:49
12. "Story of My Life" (Bon Jovi, Falcon) – 4:08
13. "Dirty Little Secret" (Bon Jovi, Sambora, Shanks, Child) – 3:37 (Japán, Nagy-Britannia, Ausztrália, Ázsia és Magyarország) / Who Says You Can't Go Home (Jennifer Nettles-szel készült duettes változat) (Bon Jovi, Sambora) (USA és Kanada)
14. "Unbreakable" (Bon Jovi, Sambora, Bryan) – 3:52 (Japán, Nagy-Britannia, Ausztrália és Ázsia)
15. "These Open Arms" (Bon Jovi, Child) – 3:42 (Japán)

## Bónusz DVD
Az eredeti kiadás mellett egy bónusz kiadás is megjelent egy 5 számos DVD-vel. Az élő anyagot Atlantic City-ben vették fel, 2004 novemberében.
1. "Everyday"
2. "Miss Fourth of July"
3. "I Get A Rush"
4. "Open All Night"
5. "The Radio Saved My Life Tonight"

A DVD-n ezen kívül még egy dokumentumfilm is volt, az album készítéséről, és egy fotógaléria.